# Relaciones Colombia-Dinamarca
Las relaciones Colombia-Dinamarca son las relaciones diplomáticas entre la República de Colombia y el Reino de Dinamarca. Las relaciones diplomáticas entre ambos países fueron establecidas el 18 de mayo de 1931 por medio del tratado de comercio y navegación firmado en 1929 entre ambas naciones y se han caracterizado por ser de carácter amistosas y cordiales, dando apoyo Dinamarca a procesos de paz en Colombia con los grupos guerrilleros FARC y ELN.

## Relaciones económicas
Colombia exportó productos por un valor de 12 307 miles de dólares hacia Dinamarca, siendo los principales productos de exportación carbón y café, mientras que Dinamarca exportó productos por un valor de 128 639 miles de dólares, siendo los principales productos exportados productos químicos y maquinaria.

## Representación diplomática
- Colombia tiene una embajada en Copenhague.[6]
- Dinamarca tiene una embajada en Bogotá, y tiene consulados honorarios en Barranquilla y Cali.[7]